# Neuer Jüdischer Friedhof (Düdelsheim)
Der Neue Jüdische Friedhof Düdelsheim  ist ein Friedhof in Düdelsheim, einem Stadtteil von Büdingen im Wetteraukreis in Hessen.
Der 2080 m² große  jüdische Friedhof liegt etwas außerhalb des Ortes in der Fortsetzung der Straße „An den Steinern“. Auf ihm befinden sich 80 Grabsteine. 
Der Friedhof wurde in den 1870er-Jahren angelegt. Belegt wurde er von 1878 bis 1938.